# Tafres megye

Markazi tartomány megyéinek elhelyezkedése

Tafres megye (perzsául: شهرستان تفرش) Irán Markazi tartományának egyik keleti megyéje az ország középső, nyugati részén. Északkeleten, északon Száve megye, keleten Kom tartomány, délen Ástiján megye, nyugatról Faráhán megye és Komidzsán megye határolják. Székhelye a 16 000 fős Tafres városa. A megye lakossága 23 938 fő, területe 2079 km². A megye egy további kerületre oszlik: Központi kerület.

## Fordítás
- Ez a szócikk részben vagy egészben  a   Tafresh County című angol Wikipédia-szócikk ezen változatának fordításán alapul.  Az eredeti cikk szerkesztőit annak laptörténete sorolja fel. Ez a jelzés csupán a megfogalmazás eredetét és a szerzői jogokat jelzi, nem szolgál a cikkben szereplő információk forrásmegjelöléseként.